# Karl-Herbert Scheer
Karl-Herbert Scheer (* 19. Juni 1928 in Harheim (Hessen); † 15. September 1991 in Bad Homburg), der zumeist als K. H. Scheer auftrat, war ein deutscher Science-Fiction-Autor.

## Leben
Bald nach seiner Geburt zog die Familie ins benachbarte Frankfurt am Main, wo Scheer aufwuchs. Gegen Ende der 1950er Jahre zog er mit seiner Familie nach Friedrichsdorf im Taunus, wo er bis zu seinem Tod lebte.
Im September 1944 meldete sich Scheer als Kriegsfreiwilliger zur Kriegsmarine, um eine Ausbildung als Marine-Ingenieur zu beginnen. Dabei absolvierte er nach eigenen Angaben einen Lehrgang bei einer Unterseebootslehrdivision in Kiel. Aufgrund einer schweren Erkrankung kurz vor der bedingungslosen Kapitulation der Wehrmacht am 8. Mai 1945 wurde er aus dem Marinelazarett nach Hause entlassen, so dass er nicht in Kriegsgefangenschaft geriet.
Nach Ende des Krieges spielte Scheer in einer Jazz-Kapelle und begann zu schreiben. Er war Mitglied im Friedrichsdorfer Schützenverein.
Nach dem Tode Scheers erschien 1992 der Perry-Rhodan-Heftroman Nr. 1.600 mit dem Titel Wenn die Sterne erlöschen. Das von Johnny Bruck geschaffene Titelbild dieses Bandes zeigt ein Porträt von Karl-Herbert Scheer.
In Friedrichsdorf heißt – nach Zustimmung durch den Magistrat im Februar 2020 – eine Straße in einem neuen Wohngebiet Karl-Herbert-Scheer-Straße. Zuvor hatten sich seit 2009 ein Kommunalpolitiker und zahlreiche Perry-Rhodan-Fans aus ganz Deutschland für eine solche Straßenbenennung eingesetzt – auch mittels einer Sammlung von 160 Unterschriften.

## Werk
Sein Erstlingswerk erschien 1948 unter dem Titel Stern A funkt Hilfe. Nachdem dieser Roman einen Wettbewerbspreis gewonnen hatte, begann Scheer im Frankfurter Reihenbuch-Verlag regelmäßig zunächst für den Leihbuchmarkt zu schreiben. In der Folge machte er eine in Deutschland beispiellose Karriere im Science-Fiction-Genre, das er in verschiedenen Verlagen bediente. Mitte der 1950er gründete er die Science-Fiction-Interessengemeinschaft Stellaris. Unter dem Pseudonym Alexej Turbojew schrieb er auch Science-Fiction-Romane, außerdem Kriminal- und Seeabenteuergeschichten unter den Pseudonymen Pierre de Chalon, Roger Kersten, Diego el Santo und Klaus Tannert. Von 1957 an füllte er zunächst als alleiniger Autor, später zusammen mit weiteren Schreibern die utopische Kriminalserie Zur besonderen Verwendung (ZbV), die als Leih- und dann als Taschenbuch 50 Bände erreichte.
Zusammen mit Walter Ernsting (Clark Darlton) entwarf und gründete Scheer 1961 die erfolgreichste deutsche Science-Fiction-Serie Perry Rhodan, die seitdem wöchentlich erscheint und inzwischen mehr als 3295 Ausgaben (Stand: Oktober 2024) erreicht hat. Von Band 1 bis Band 674 war er für die Handlungsgestaltung der Serie verantwortlich und erstellte die Exposés, nach denen die Autoren die einzelnen Romane schrieben. Daneben erarbeitete er das Konzept für Atlan, die Perry-Rhodan-Schwesterserie. Seine detaillierte Darstellung militärischer Abläufe und der bei solchen Aktionen verwendeten Waffentechnik wurde oft als Vorliebe gedeutet, Konflikte militärisch zu lösen, und brachte ihm so nach den Initialen seiner Vornamen den Spitznamen „Kanonen-Herbert“ ein, woraus später „Handgranaten-Herbert“ wurde.
Scheers Science-Fiction-Titel wurden nahezu vollständig in Taschenbüchern für den Sortimentsbuchhandel nachgedruckt. Die ZbV-Serie wurde ins Französische übersetzt. Sowohl die Übernahme ins Sortiment als auch eine Übersetzung gelangen nur wenigen Leihbuch- und Heftromanautoren.

## Bibliografie
Die Serien sind nach dem Erscheinungsjahr des ersten Teils geordnet.

### König der Meere
14-bändige Piratenserie, unter dem Verlags-Pseudonym Diego el Santo erschienen. Nur 4 Romane der Serie sind von K.H. Scheer.
- 1 Menschen in Ketten (1953)
- 2 Gallione des Teufels (1953)
- 3 Glocke des Todes (1953)
- 6 Die Fregatte des Königs (1953)

### Klaus Tannert
12-bändige Abenteuerserie als Ich-Erzählung unter dem gleichlautenden Pseudonym, von 1955 bis 1957 im Pfriem-Verlag erschienen.
- 1 Kampf um Ge-83 (1955)
- 2 In den Fängen der Hydra (1955)
- 3 Wer kauft den Tod? (1955)
- 4 SOS Südpol (1955)
- 5 Schwarzer Erdteil – Weiße Frau (1955)
- 6 Der sechste Kontinent (1956)
- 7 Schatten am Horizont (1956)
- 8 Die weiße Hölle (1956)
- 9 Brennpunkt Algier (1957)
- 10 Verkappte Gewalt (1957)
- 11 Alarm in Thule (1957)
- 12 Am Ende des Weges (1957)

### Herr der Meere
9-bändige Piratenserie, unter dem Pseudonym Pierre de Chalon zwischen 1956 und 1958 erschienen.
- 1 Der Sklave des Königs  (1956)
- 2 Der Teufel von Tortuga  (1956)
- 3 Das Totenkopfschiff  (1956)
- 4 Gejagte Wölfe  (1956)
- 5 Der Kurier des Sonnenkönigs  (1957)
- 6 Im Zeichen des Halbmondes  (1957)
- 7 Seine Majestät befehlen  (1957)
- 8 Der Henker von Maracaibo  (1958)
- 9 Der Schwarze Hai  (1958)

### Roger Kersten
6-bändige Abenteuerserie unter dem gleichlautenden Pseudonym.
- 1 Kaliber 38 und Ich (1957)
- 2 Rhapsodie in 9mm (1958)
- 3 Schießen Sie, Hogan (1958)
- 4 Ausgezählt (1959)
- 5  3 × darfst du raten (1959)
- 6  Viel zu langsam, Kersten  (1959)

### Alexej Turbojew
Drei ursprünglich unter dem Pseudonym Alexej Turbojew im Iltis-Verlag und später in den Reihen Utopia Bestseller und Terra Extra erschienene  Science-Fiction-Romane.
- 1 Antares II  (1958)
- 2 Welt ohne Ende  (1959)
- 3 Rak-1212 überfällig  (1960)

### ZBV (Romanserie)
Ab 1957 erschienene Science-Fiction-Action-Reihe, insgesamt 50 Bände, auch unter Mitarbeit von Kurt Mahr, William Voltz und H. G. Francis. Die Reihe wurde mehrfach in unterschiedlichen Reihen und Formaten publiziert.

### Perry-Rhodan-Universum
Perry-Rhodan-Heftserie (1961–1991)
Karl-Herbert Scheer verfasste 76 Romane der Perry-Rhodan-Hauptserie.
- 1: Unternehmen Stardust (1961)
- 3: Die strahlende Kuppel (1961)
- 10: Raumschlacht im Wega-Sektor (1961)
- 13: Die Festung der sechs Monde (1961)
- 19: Der Unsterbliche (1962)
- 28: Der kosmische Lockvogel (1962)
- 39: Die Welt der drei Planeten (1962)
- 44: Der Mensch und das Monster (1962)
- 50: Der Einsame der Zeit (1962)
- 54: Der Zweikampf (1962)
- 60: Festung Atlantis (1962)
- 70: Die letzten Tage von Atlantis (1963)
- 75: Das rote Universum (1963)
- 86: Der Schlüssel zur Macht (1963)
- 88: Der Fall Kolumbus (1963)
- 96: Der Anti (1963)
- 100: Der Zielstern (1963)
- 107: Das blaue System (1963)
- 116: Duell unter der Doppelsonne (1963)
- 120: Der Planet Mechanica (1963)
- 125: Retter des Imperiums (1964)
- 134: Die Kanonen von Everblack (1964)
- 144: Roboter lassen bitten... (1964)
- 150: Die Spezialisten der USO (1964)
- 156: Lemy und der Krötenwolf (1964)
- 169: Die kleinen Männer von Siga (1964)
- 173: Unternehmen Nautilus (1964)
- 179: Notlandung auf Beauly II (1965)
- 188: Die lebenden Toten (1965)
- 196: Planet der letzten Hoffnung (1965)
- 200: Die Straße nach Andromeda (1965)
- 211: Geheimwaffe Horror (1965)
- 217: Gefahr aus der Vergangenheit (1965)
- 222: Die Doppelgänger von Andromeda (1965)
- 226: Die Parasprinter (1965)
- 233: Geheimsatellit Troja (1966)
- 238: Der Geleitzug ins Ungewisse (1966)
- 245: Notrufe aus dem Nichts (1966)
- 250: Die sechste Epoche (1966)
- 264: Die Invasion der Toten (1966)
- 270: Ultimatum an Unbekannt (1966)
- 277: Befehle aus der 5. Dimension (1966)
- 288: Das Sonneninferno (1967)
- 300: Alarm im Sektor Morgenrot (1967)
- 307: Die Macht der Gläsernen (1967)
- 327: Die vier Unheimlichen (1967)
- 350: Robot-Patrouille (1968)
- 367: Im Zentrum der Riesensonne (1968)
- 400: Menschheit im Zwielicht (1969)
- 450: Aufbruch der MARCO POLO (1970)
- 500: Sie kamen aus dem Nichts (1971)
- 1074: Lockruf aus M 3 (1982)
- 1083: Der Kometenmann (1982)
- 1101: Erkundung gegen Unbekannt (1982)
- 1118: Der Admiral und der Silberne (1983)
- 1320: Tostan, der Spieler (1986)
- 1330: Flucht aus dem Vergessen (1987)
- 1343: Der Königstiger (1987)
- 1353: CORDOBA ruft BASIS (1987)
- 1369: Strangeness-Rhapsodie (1987)
- 1382: Das Siegeszeugnis (1988)
- 1392: Treffpunkt Y-Gate (1988)
- 1404: Diebe aus der Zukunft (1988)
- 1414: Der letzte Aufbruch (1988)
- 1423: Wer ist Advok? (1988)
- 1439: Agenten weinen nicht (1989)
- 1445: Gensklaven für Uulema (1989)
- 1456: Fremde in der Nacht (1989)
- 1465: Schach dem Klon (1989)
- 1473: Jagt den Terraner! (1989)
- 1488: Söhne der Hölle (1990)
- 1498: Rhodans Tod (1990)
- 1507: Die Insel der Monster (1990)
- 1517: Der Imperator (1990)
- 1538: Der Thron von Arkon (1991)
- 1544: Roulette der Auserwählten (1991)

Kurzgeschichten Jubiläumsbände
- Diplomatische Mission (in Jubiläumsband 1, 1980)
- Die zweite Phase (in Jubiläumsband 3, 1982)
- Ein seltsamer Helfer (in Jubiläumsband 7, 1986)

Atlan-Heftserie
- 1: Das galaktische Syndikat (1969)
- 2: Griff nach der Macht (1969)
- 100: Der Kristallprinz (1973)

### Utopia Bestseller
In dieser Reihe erschienen im Pabel-Verlag monatlich ältere Titel von Scheer in Taschenbuchform, die zuvor bereits in Leihbuchform oder in einer anderen Heftromanreihe erschienen waren. Es wurde hier also ein Großteil der Science-Fiction Scheers veröffentlicht, die nicht im Rahmen von Perry Rhodan oder ZBV erschienen war.
- 1 Octavian III (1976)
- 2 Revolte der Toten (1976)
- 3 Der Verbannte von Asyth (1976)
- 4 Galaxis ohne Menschheit (1976)
- 5 Korps der Verzweifelten (1976)
- 6 Pronto 1318 (1976)
- 7 Rak 1212 überfällig (1976)
- 8 Vergessen (1976)
- 9 Amok (1976)
- 10 Sie kamen von der Erde (1976)
- 11 Expedition (1977)
- 12 Antares II (1977)
- 13 Der Mann von Oros (1977)
- 14 Die Fremden (1977)
- 15 Der unendliche Raum (1977)
- 16 Die Großen in der Tiefe (1977)
- 17 Uber uns das Nichts (1977)
- 18 Die lange Reise (1977)
- 19 Verweht im Weltraum (1977)
- 20 Stern der Gewalt (1977)
- 21 Verdammt für alle Zeiten (1977)
- 22 Und sie lernen es nie (1977)
- 23 Nichts außer uns (1978)
- 24 Stern der Rätsel (1978)
- 25 Brennpunkt Venus (1978)
- 26 Welt ohne Ende (1978)
- 27 Flucht in den Raum (1978)
- 28 Vorposten Jupitermond (1978)
- 29 Grenzen der Macht (1978)
- 30 Die Männer des Pyrrhus (1978)
- 31 Der rätselhafte Planet (1978)
- 32 Die Macht der Ahnen (1978)
- 33 Ruf der Erde (1978)
- 34 Die kosmische Fackel (1978)
- 35 Unternehmen Diskus (1979)
- 36 Der Gelbe Block (1979)
- 37 Hölle auf Erden (1979)
- 38 Das große Projekt (1979)
- 39 Weltraumstation I (1979)
- 40 Sprung ins All (1979)
- 41 Kampf um den Mond (1979)
- 42 Piraten zwischen Mars und Erde (1979)
- 43 Und die Sterne bersten (1979)
- 44 Stern A funkt Hilfe (1979)

### Einzelromane und kleinere Zyklen
Lumuria / Rahera
- 1 Der rätselhafte Planet (1953)
- 2 Macht der Ahnen (1953, auch als Die Macht der Ahnen, 1978)
- 3 Ruf der Erde (1953, auch als Der Ruf der Erde, 1953)

Venus
- 1 Stern der Rätsel (1953)
- 2 Brennpunkt Venus (1953)

Weltraumstation
- 1 Das grosse Projekt (1953, auch als Das große Projekt, 1963)
- 2 Weltraumstation I (1953)
- 3 Sprung ins All (1953)
- 4 Kampf um den Mond (1953)

Centauri
- 1 Flucht in den Raum (1955)
- 2 Vorposten Jupitermond (1956)
- 3 Grenzen der Macht (1956)

Der gelbe Block
- 1 Unternehmen Diskus (1955)
- 2 Der gelbe Block (1955, auch als Entscheidung auf dem Mond, 1962)
- 3 Hölle auf Erden (1955, auch als Großalarm im All, 1962)

Die Radios
- 1 Verdammt für alle Zeiten (1956)
- 2 Und sie lernen es nie (1957)

Wega / Die Telaner
- 1 Verweht im Weltenraum (1956)
- 2 Der Stern der Gewalt (1956, auch als Stern der Gewalt, 1964)

Gesko Speed
- 1 Über uns das Nichts (1957)
- 2 Die lange Reise (1957)

Hyperspace
- 1 Die Fremden (1957)
- 2 Der unendliche Raum (1957)

Einzelromane
- Stern A funkt Hilfe (1952)
- Piraten zwischen Mars und Erde (1952)
- Bakterien (Joe Brand #11, 1952)
- Und die Sterne bersten (1954)
- Sie kamen von der Erde (1956)
- Antares II (1958, auch als Alexej Turbojew)
- Galaxis ohne Menschheit (1958)
- Octavian III (1958)
- Vergessen (1958, auch als Die Vergessenen, 1960)
- Der Mann von Oros (1958)
- Nichts außer uns (1959)
- Pronto 1318 (1959)
- Welt ohne Ende (1959, auch als Alexej Turbojew)
- Amok (1960)
- RAK 1212 überfällig (1960, auch als Alexej Turbojew)
- Revolte der Toten (1960, auch als Roboter im Angriff, 1967)
- Die Großen in der Tiefe (1961)
- Expedition (1961)
- Die kosmische Fackel (1962)
- Corps der Verzweifelten (1963)
- Der Verbannte von Asyth (1964)
- Die Männer der Pyrrhus (1965)